# 239 Adrastea
239 Adrastea este un asteroid din centura principală, descoperit pe 18 august 1884, de Johann Palisa.